# Мръсна
Мръсна или Мърсна (още Мръсната махала, Мръсновата махала, на гръцки: Γόνιμο, Гонимо, катаревуса: Γόνιμον, Гонимон, до 1927 Μρίσνα, Мрисна) е село в Гърция, дем Синтика на област Централна Македония с 605 жители (2001).

## География
Селото е разположено северозападно от град Сяр (Серес) и на 15 километра западно от Валовища (Сидирокастро) в Сярското поле, в близост до десния бряг на река Струма. На три километра от другата страна на реката е село Хаджи Бейлик (Вирония), а на 7 – Ветрен (Нео Петрици).

## История

### Етимология
Според Йордан Н. Иванов името е от мръсен, нечист, антоним на местното име Чиста.

### В Османската империя
През XIX век Мръсна е чифлик в Сярска каза на Османската империя. В „Етнография на вилаетите Адрианопол, Монастир и Салоника“, издадена в Константинопол в 1878 година и отразяваща статистиката на населението от 1873, Мръсла (Mrsla) е посочено като селище в Сярска каза с 25 домакинства, като жителите му са 80 българи.
В 1891 година Георги Стрезов пише за селото:
| „ | Мръслю, на И от Голема махала по-малко от 1/2 час. Чифлик на Исмаил бея от Сяр. Земя еднаква с околните села. 70 къщи български и 20 цигански... Равнището, в което са разположени горните четири села се казва Прокопанско поле и е едно от най-плодородните. Струма изобилно го пои и често си менява дори матката. На Ю е орманът, гъст с вековни върби и тинести блата, тъй че климатът е нездрав и поддържа всякакви миазми. В ормана има много диви свини, язовец, чакали; развъждат още по краищата и питомни свине. | “ |

Между 1896 и 1900 година селото преминава под върховенството на Българската екзархия. Според статистиката на Васил Кънчов („Македония. Етнография и статистика“) в 1900 година в Мърсна Махала живеят 420 българи и 120 цигани. Според статистиката на секретаря на Българската екзархия Димитър Мишев („La Macédoine et sa Population Chrétienne“) в 1905 година християнското население на Мърсена се състои от 480 българи екзархисти.
При избухването на Балканската война в 1912 година 4 души от Мърсна махала са доброволци в Македоно-одринското опълчение.

### В Гърция
В 1913 година след Междусъюзническата война Мръсна попада в Гърция. След Гръцко-турската война в селото се заселват гърци бежанци, като според преброяването от 1928 година Мръсна е смесено местно-бежанско село с 34 бежански семейства със 178 души.
В 1927 година селото е прекръстено на Гонимон, в превод плодовито.
| Име       | Име        | Ново име | Ново име  | Описание                 |
| --------- | ---------- | -------- | --------- | ------------------------ |
| Еленика   | Έλένικα    | Елиникон | Έλληνικόν | местност на ЮИ от Мръсна |
| Драганица | Δραγάνιτσα | Агапитон | Άγαπητόν  | местност на И от Мръсна  |

## Личности
Родени в Мръсна
- Атанас Гачев (1890/1892 – ?), македоно-одрински опълченец, 3 рота на 7 кумановска дружина[14]
- Гого Иванов (1892 – ?), македоно-одрински опълченец, 3 рота на Кюстендилската дружина, 2 рота на 7 кумановска дружина[15]
- Ристо Шишков (1940 – 1986), югославски актьор
- Христо Пенев (Петрев, 1892 – ?), македоно-одрински опълченец, 3 рота на Кюстендилската дружина[16]
- Христо Стойнев, македоно-одрински опълченец, 2 рота на 7 кумановска дружина[17]

Свързани с Мръсна
- Тула Магалиу (р. 1979), гръцка състезателка по баскетбол